# Коловрат (гурт)
Коловрат — російський рок-гурт націонал-соціалістичної спрямованості. У Росії є найвідомішою групою подібного роду.
Гурт створили в 1995 році в Москві, і спочатку він називався «Російське гетто». «Коловрат» став першим російським рок-гуртом, що цілком і повністю присвятив свою творчість пропаганді націонал-соціалізму. Незмінний лідер, автор музики, слів і оранжировок — Денис Герасимов. Склад гурту впродовж його існування змінювався, двоє учасників загинули у вуличних бійках.
На початку 2000-х років в інтернеті за адресою kolovrat.org працював офіційний сайт групи, на якому можна було дізнатися про музикантів, замовити диски і футболки, а також прочитати звіти про концерти і статті. Сайт також був популярним місцем для спілкування росіян-бонхедів.
За пропаганду расової дискримінації група піддавалася жорсткій критиці і жорстким діям з боку влади.
У березні 2004 року після концерту в Чехії Денис Герасимов був заарештований за звинуваченням у пропаганді нацизму. Через кілька місяців, після повернення його до Росії, гурт перейшов у напівпідпільне положення. Для тих, хто не входить у певні кола, будь-яку нову інформацію про гурт знайти практично неможливо.
Творчість гурту складалася головним чином із досить жорсткої музики в стилі RAC. Окрім власних пісень, складених Денисом Герасимовим, в репертуарі також було багато перекладених російською мовою пісень західних ультраправих груп, таких як Skrewdriver і переробок російських правих груп, таких як Штурм. У 2000 році був записаний спільний альбом з німецькою групою Nahkampf. На цій збірці представлені такі композиції: "Штурмовик", "Молода і російська", "Арійський реванш", "Коловрат над всім світом", "Біла гвардія ветеранів", "Без компромісов". Теми пісень — типові для правої сцени розповіді про будні скінхедів, вуличну війну, заклики до боротьби, депортації небілих іммігрантів, ненависті до ворогів, а також звернення до стародавнього коріння російського народу і староруської язичницької міфології.
При записі альбому "Кров Патріотів" використовувалися також згадки про російське православ'я, в пісні «Московські скінхеди» використовувалися церковні дзвони. У репертуарі також були так звані «балади», тобто повільні і мелодійні пісні, такі як «Кров патріотів», «Герої РОА» (присвячена воїнам Російської визвольної армії), або відома пісня «Косовський фронт», написана під час бомбардувань Югославії військами НАТО.

## Дискографія
- Слава России! (1995)
- Национальная Революция (1999)
- Кровь Патриотов (1999)
- Русско-немецкое НС братство (спільно з німецьким гуртом Nahkampf) (2000)
- Рок кованых сапог (2001)
- Эра правой руки (2002)
- 10 Years in Valhalla - Ian Stuart Donaldson Memorial (запис концерту 2003 року в Україні спільно з Сокирою Перуна з України, Молатом із Білорусі та Сварогом з Росії) (2003)
- Девятый вал White Power (2002)
- Пробивая молотом дорогу к победе (2003)
- Имперский флаг (2003)
- Тотальная война (2003)
- Узник совести (2005)
- Радикальный голос (2008)